# Delfeayo Marsalis
Delfeayo Marsalis (New Orleans, 1965. július 28. –), amerikai dzsesszzenész; harsonás (pozan, pozaun, puzón).
A Marsalis család feje a zongorista Ellis Marsalis. A Marsalis családban Wynton Marsalis trombitán játszik, Branford Marsalis tenor szaxofonon, Jason Marsalis: dobok, vibrafon; Delfeayo Marsalis pedig harsonán. Szüleik: Dolores és Ellis Louis Marsalis, Jr., zongorista, zenetanár.

## Pályakép

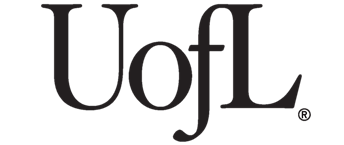
University of Louisville

A Berklee College of Musicon szerezte meg diplomáját, majd a University of Louisville-en is tanult.
A tehetséges harsonás viszonylag kevés albumot rögzített. A dzsesszben az akusztikus hangzás mellett tör lándszát az elektronikussal szemben. Fontos zenésztársai: Art Blakey, Abdullah Ibrahim, Elvin Jones, Slide Hampton, Ray Charles, The Jazz Messengers,...

## Lemezek
- Pontius Pilate's Decision (Novus, 1992)
- Musashi (Evidence, 1996)
- Elephant Riders by Clutch (Columbia, 1998)
- Minions Dominion (Troubadour Jass, 2006)
- Sweet Thunder: Duke and Shak (Troubadour Jass, 2011)
- The Last Southern Gentlemen (Troubadour Jass, 2014)
- Make America Great Again (Troubadour Jass, 2016)
- Kalamazoo (Troubadour Jass, 2017)